# پارک ملی استابورشدالن
پارک ملی استابورشدالن (نروژی: Stabbursdalen nasjonalpark) یک پارک ملی در نروژ شمالی است. این منطقه حاوی جنگل‌های کاج اسکاتلندی است. این پارک در شهر پورسانگر در استان فینمارک، نروژ واقع شده‌است. این پارک، رودخانه استابورشدالن و دره اطراف آن را احاطه کرده‌است. یک گوشه کوچک از پارک تا کوالسوند امتداد دارد.

## جنگل کاج
حدود ۷۵۰۰–۵۰۰۰ سال پیش که آب و هوا گرمتر بوده، جنگل کاج در امتداد سرزمین‌های آبدره و دره‌ها به وسط زمین‌های مرکزی پارک گسترش یافته‌است. با سردتر شدن جنگل‌ها، عقب‌نشینی کرده‌است. از این رو حفاظت از آن یکی از مهمترین اهداف این پارک ملی است.

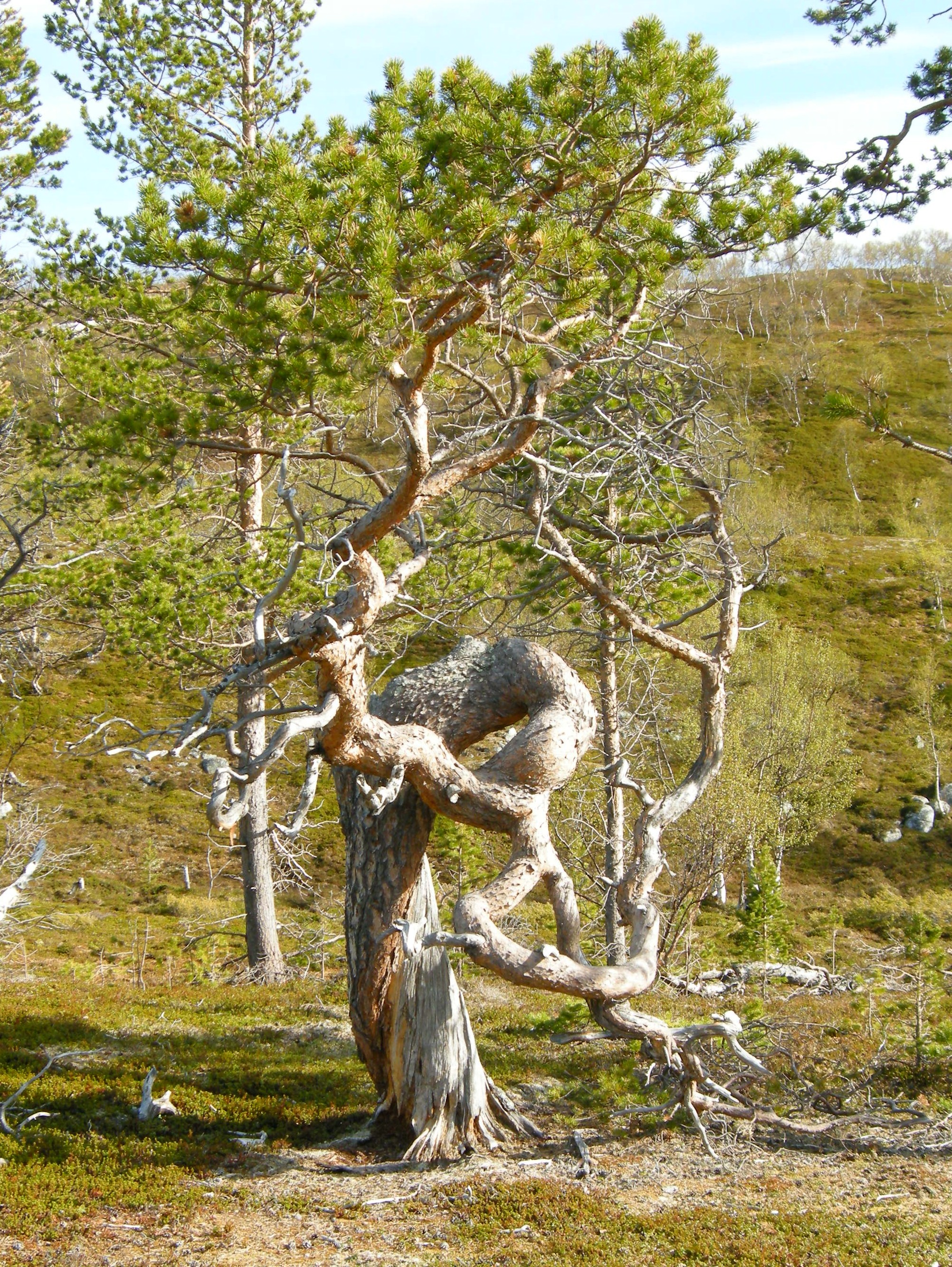
درخت کاج (کاج اسکاتلندی) در استابورشدالن
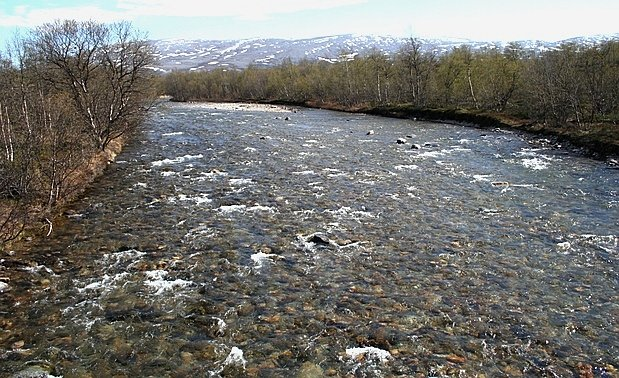
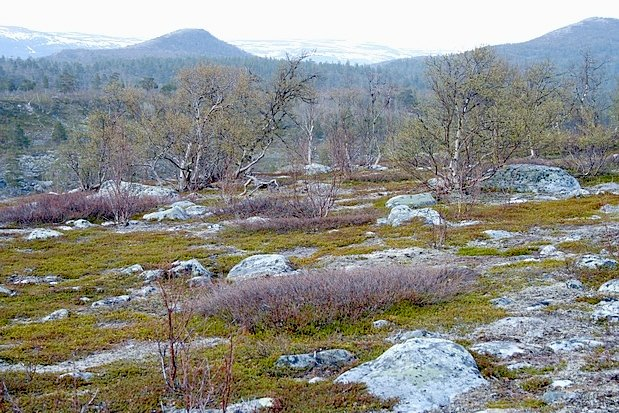

## زندگی در پارک
برای سامی‌ها این پارک منبع قابل توجهی از امرار معاش است. شکار، ماهیگیری و جمع‌آوری علوفه حیوانات دارای رسوم دیرینه ای است. همچنین بقایای گودالهای در پارک وجود دارد که برای شکار گوزنهای وحشی استفاده می‌شدند. امروزه این منطقه چرای تابستانی را برای گوزنهای شمالی فراهم می‌کند.